# Amit Sebastian Paul

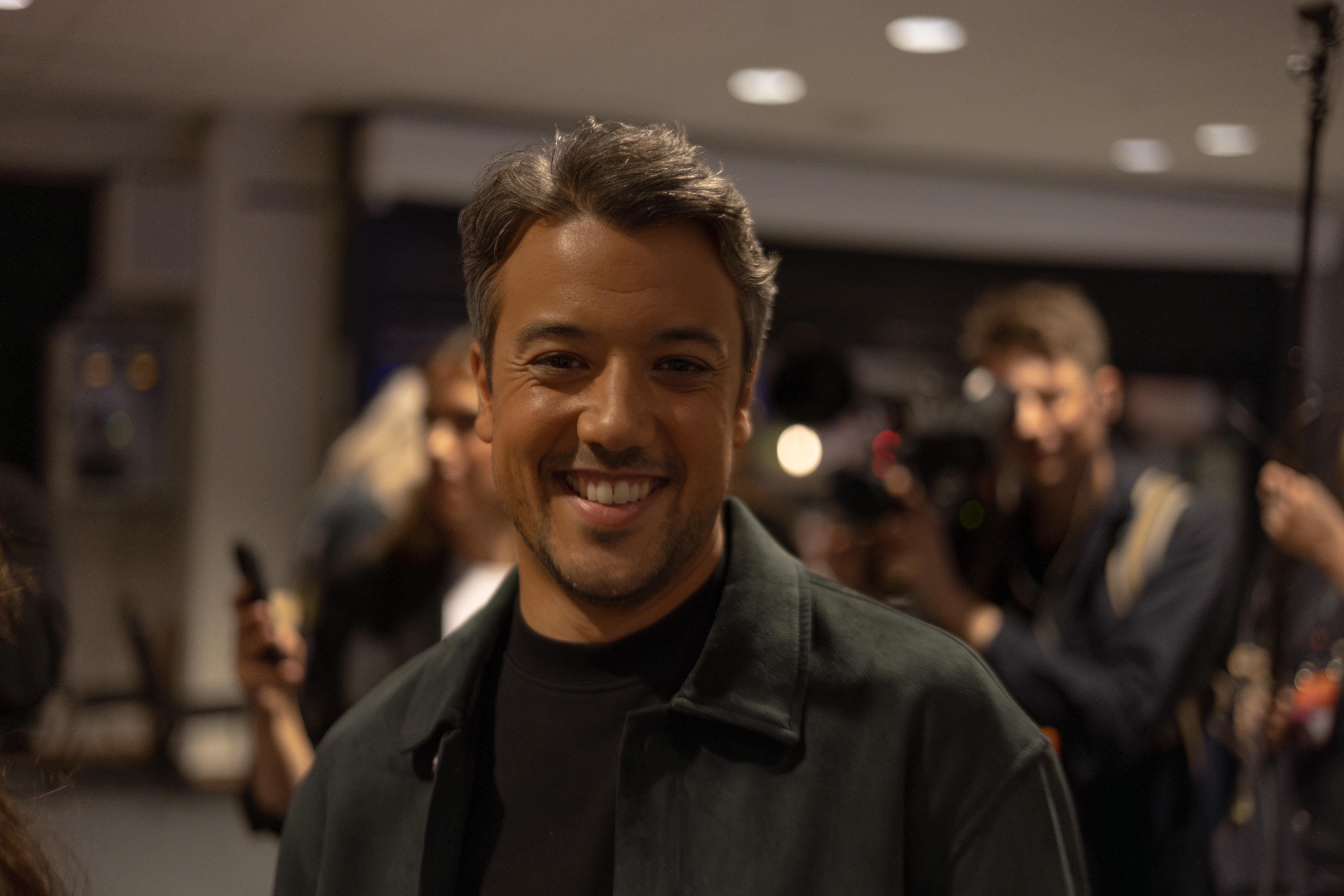
Amit Paul (2024)

Amit Sebastian Paul (* 29. Oktober 1983 in Piteå) ist ein schwedischer Sänger und Unternehmer. Er war Mitglied der Popgruppe A*Teens.

## Leben und Karriere
Paul war bis zur Auflösung der Band im Jahr 2004 sechs Jahre lang Mitglied der A*Teens. Als Solokünstler veröffentlichte er 2008 ein eigenes Album.
Im Jahr 2009 absolvierte er die Handelshochschule Stockholm mit einem Mastergrad in Accounting and Financial control. Er ist Gründer mehrerer Unternehmen.
Amit Paul ist verheiratet und Vater zweier Töchter.

## Diskografie
Alben
- 2008: Songs In a Key of Mine[2]